# 호리카와 마리
호리카와 마리(堀川真理, 1992년 5월 3일 ~ )은 일본의 전 여자 배구 선수다. 아버지가 캐나다 출신인 캐나다계 혼혈선수이다. 2008년 필리핀 마닐라에서 열린 아시아 주니어 여자 배구대회에서 우승을 차지하며 명성을 얻기 시작했고, 2009년 세계 주니어 여자 배구대회에서 최우수 스파이커상 수상했다. 2010년 10월 일본 V.프리미어 리그 도레이 애로우즈에 입단했다. 2011년 첫 국가대표로 선정되었으며, 2014년 인천 아시안 게임에 일본 국가대표로 참가했다. 2020년 현역에서 은퇴하였다.